# Moulin Henrard (Feneur)
De Moulin Henrard (ook: Moulin Thewissen of Moulin Brakovich) is een watermolen op de Bolland in het tot de Belgische gemeente Dalhem behorende dorp Feneur, gelegen aan de Voie des Fosses 19.
Deze bovenslagmolen fungeerde als korenmolen.
De molen werd voor 1800 gebouwd, en in 1954 werd het molenhuis verbouwd tot woning. Het bovenslagrad en de gietijzeren overbrenging bleven daarbij behouden. Het is een langgerekt, witgekalkt gebouw.